# Pomasia denticlathrata
Pomasia denticlathrata là một loài bướm đêm trong họ Geometridae.